# Chionanthus
Chionanthus es un género con cerca de 80 especies de plantas con flores de la familia Oleaceae.
El género se distribuye sobre todo por las regiones tropicales y subtropicales, pero dos especies son nativas de regiones templadas la C.retusus en Asia y la C.virginicus en Norteamérica. Las especies tropicales son de hojas perennes y los de las zonas templadas son de hojas caducas.

## Descripción
Son arbustos o pequeños árboles de tamaño mediano, 3-25 metros de altura. Con hojas opuestas y simples. Las flores se producen en racimos plumosos y son de color rosa claro, amarillo claro o teñido. La fruta es una drupa con una sola semilla.

## Especies importantes
- Chionanthus albidiflorus
- Chionanthus axillaris
- Chionanthus axilliflorus
- Chionanthus brachythyrsus
- Chionanthus caudatus
- Chionanthus compactus
- Chionanthus domingensis
- Chionanthus foveolatus
- Chionanthus guangxiensis
- Chionanthus hainanensis
- Chionanthus henryanus
- Chionanthus holdridgei
- Chionanthus intermedius
- Chionanthus ligustrinus
- Chionanthus longiflorus
- Chionanthus picrophloia
- Chionanthus pubescens - arupo[2]
- Chionanthus pygmaeus
- Chionanthus quadristamineus
- Chionanthus ramiflorus
- Chionanthus retusus
- Chionanthus sleumeri
- Chionanthus virginicus - laurel de nieve[2]